# زمین‌لرزه ۱۹۸۲ فلوریس
زمین‌لرزه فلوریس  در تاریخ ۲۵ دسامبر ۱۹۸۲ میلادی، برابر با ‎۴ دی ۱۳۶۱، ساعت ۱۲:۲۸:۰۲ به زمان یوتی‌سی در اندونزی، منطقه فلوریس رخ داد. ژرفای این زلزله ۵٫۹ کیلومتر بود، و بزرگی آن ۵٫۹ در مقیاس Mw اعلام شده‌است. زمین‌لرزه به وقت محلی در روز شنبه، ساعت ۲۰ روی داده و منطقه زمانی آن یوتی‌سی +۸ بوده‌است .
سازمان زمین‌شناسی آمریکا نیز رومرکز این زمین‌لرزه را در مختصات ۸°۲۴′۱۸″جنوبی ۱۲۳°۰۴′۴۸″شرقی / ۸٫۴۰۵°جنوبی ۱۲۳٫۰۸°شرقی و ژرفای آن را در ۳۳ کیلومتر گزارش کرده‌است. بزرگی برگزیدهٔ این سازمان از میان بزرگی‌های محاسبه‌شدهٔ مختلف ۵٫۹ در مقیاس Ms بوده و از دید اثر، در میان چهار دسته‌بندی «نامحسوس»، «محسوس»، «زیان‌آور» یا «با تلفات»، زلزله را «با تلفات» اعلام کرده‌است.۱۸۷۵ ساختمان در زمین‌لرزه خراب شده‌است.رانش زمین در آن به وجود آمده‌است.
پروژهٔ «تنسور گشتاور مرکزوار» زاویه‌های (راستا، شیب، ریک) گسل سازندهٔ زمین‌لرزه و صفحه عمود بر آن را (°۶، °۷۸، °۷) یا (°۲۷۵، °۸۳، °۱۶۸) و نوع گسل را «امتدادلغز» فرارسانده‌است.
شمار کشتگان زلزله حدود ۱۳ نفر بوده‌است.تعداد زخمیان ۳۹۰ نفر برآورده شده‌است.بی‌خانمان شدگان نیز ۲۰۰۰ نفر اعلام شده‌است.